# Melito von Sardes

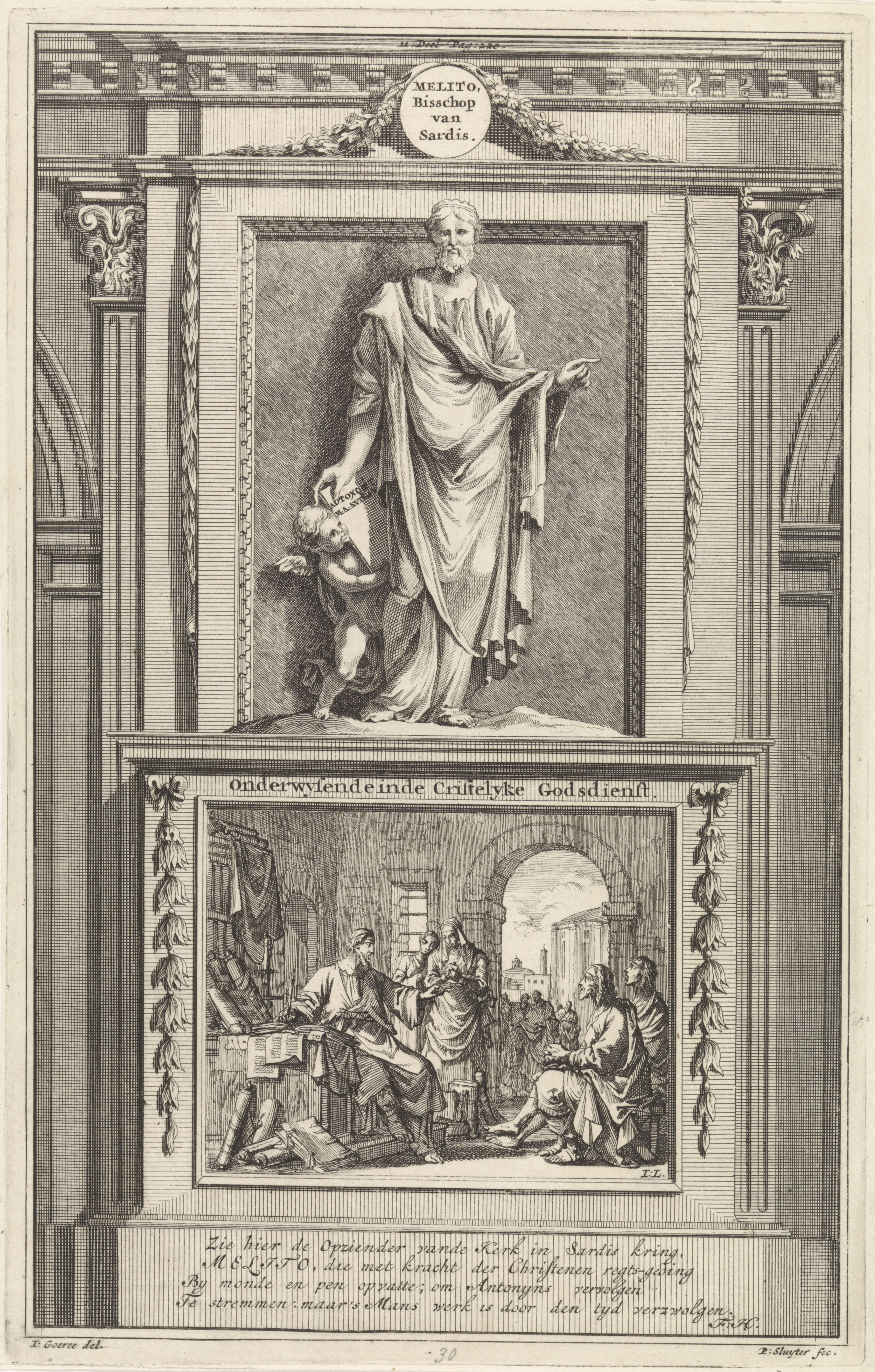
Melito von Sardes in der Reproduktion einer Buchillustration über Apostolische Antiquitäten

Melito (altgriechisch Μελίτων Σάρδεων Melítōn Sárdeōn, gest. um 180 n. Chr.) war Bischof in Sardes bei Smyrna. Von ihm ist die älteste überlieferte Zusammenstellung eines Kanons des christlichen Alten Testaments überliefert. Melito wird in der römisch-katholischen Kirche und den orthodoxen Kirchen als Heiliger verehrt. Sein Gedenktag ist der 1. April.

## Leben
Über Melito sind Details nur bei Eusebius von Caesarea überliefert. Als einer der frühen Apologeten verteidigte er das Christentum gegenüber Kaiser Mark Aurel.
Im Osterstreit zählte er zu einem wichtigen Vertreter der Quartodezimaner, die eine Feier des Osterfestes am 14. Nisan forderten.

## Liste der AT-Schriften
Melito bereiste das Heilige Land. Danach gab er in seiner, an einen gewissen Onesmus gerichteten, Schrift Auszüge eine Liste der alttestamentlichen Schriften an:
„Da du ... gewünscht hast, genau die Zahl und Reihenfolge der alten Bücher kennenzulernen, komme ich gerne dem Wunsch nach; ... Da ich in den Orient gereist und an den Schauplatz der Predigten und Taten gekommen bin und über die Bücher des Alten Testaments (palaias diathekes biblia) genaue Erkundigungen eingezogen habe, so teile ich dir die Bücher im folgenden mit: ...“
Melito nennt „die fünf Bücher Moses“ mit ihren jeweiligen Namen, „(ferner) Jesus, Sohn des Nave, Richter, Ruth, vier Bücher der Könige, zwei Paralipomena (das sind 1. und 2. Chronik)“, also neun Geschichtsbücher. Es folgen
„die Psalmen Davids, Salomons Sprüche oder Weisheit, Ekklesiastes, das Hohe Lied, Ijob, die Propheten Jesaja und Jeremia, das Zwölfprophetenbuch, Daniel, Ezechiel, Esdras.“
Melitos Zusammenstellung des Alten Testaments enthält nur die Schriften des jüdischen Kanons, also des Tanach. Von den zusätzlichen Schriften im Umfeld der Septuaginta (LXX) wird keine genannt. An die LXX erinnert jedoch die Aufteilung der Prophetenbücher: Zuerst kommen Geschichtsbücher, danach Psalmen und weisheitlich Schriften, und schließlich die eigentlichen Propheten. Auch die Zweiteilung einiger Geschichtsbücher (z. B. 1. und 2. Chronik) entspricht der LXX.
Melitos Liste nennt insgesamt 36 Schriften. Gegenüber dem protestantischen AT-Kanon mit 39 Schriften fehlen also drei Schriften: Die Klagelieder Jeremias waren vielleicht bei Jeremia mitgemeint; Esdras bezeichnete ursprünglich ein gemeinsames Buch, nämlich das Esra-Nehemia-Buch, das erst später zweigeteilt wurde. Tatsächlich fehlt bei Melito das Buch Esther, das auch in manchen anderen Listen fehlt, und von dem  in Qumran keine Abschrift gefunden wurde.

## Passa-Homilie
Melito wird eine Homilie zu Ostern Peri pas'cha zugeschrieben, die in drei Handschriften überliefert ist.  Darin ist erstmals die These vom Gottesmord erwähnt.
Melito schreibt:
„Hört es, alle Geschlechter der Völker, und seht es: Ein nie dagewesener Mord geschah in Jerusalem … der, der das All festgemacht hat, ist am Holz festgenagelt worden! Gott ist getötet, der König Israels ist durch Israels Rechte beseitigt worden!“
Daraus erklärte er das gegenwärtige Leiden der Juden nach ihrer Zerstreuung im römischen Reich. Susanne Hausammann hält es für ungerechtfertigt, das als  „Antijudaismus“ einzuordnen, denn Melito „hat ja nicht als unbeteiligter Christ ‚die Juden‘ als Christusmöder beschuldigt, sondern er hat als Jude im Pascharitus sich die Geschichte seines eigenen Volkes vergegenwärtigt und ist wie die Propheten vor ihm mit dessen Treulosigkeit ins Gericht gegangen, um am Schluss ihm die Vergebung der Sünden zuzusagen.“

## Ausgaben und Übersetzungen
- Melito Sardianus: Sur la pâque et fragments. Herausgegeben von Othmar Perler, Paris 1966.
- Melito von Sardes: Vom Passa. Die älteste christliche Osterpredigt. Übersetzt von Josef Blank, Freiburg 1963.